# Jeff Young (musicien)
Pour les articles homonymes, voir Jeff Young et Young.
Jeff Young est un guitariste américain né le 31 mars 1962 à Ann Arbor (Michigan).
Après ses années de lycée, il part à Los Angeles et étudie au Musician's Institute. Diplômé en  1985, il devient professeur de guitare. Le nouveau guitariste de Megadeth, Jay Reynolds (qui venait alors de remplacer Chris Poland) sollicite Jeff Young pour l'aider à apprendre les chansons qu'il devra jouer sur scène avec son nouveau groupe. Après avoir entendu dire que Young avait réussi à décrypter note pour note le solo de Chris Poland sur la chanson Wake up dead en moins de 30 minutes, Dave Mustaine décide de l'embaucher en lieu et place de Renolds.
Jeff Young participera ainsi à l'enregistrement de l'album So Far, So Good... So What!. Mais les tensions au sein du groupe feront que lui et Chuck Behler (alors batteur) seront écartés conjointement de la formation en août 1988 au cours de la tournée "Monster of Rock".
En 1992, inspiré par les émeutes de Los Angeles, il crée avec la chanteuse Debby Holiday le projet Lost notes from Los Angeles, dont les titres n'ont été mis à la disposition du public qu'à partir de 2007 sur internet.
Après quelques années de baisse d'activité, il revient sur le devant de la scène à partir de 1998 en devenant guitariste de la chanteuse brésilienne Badi Assad, dont l'album Chameleon deviendra numéro 1 dans certains pays. Il prépare par ailleurs son premier album solo Equilibrium.
En 2003, on lui diagnostique un cancer, duquel il guérit trois ans plus tard. 